# 马华东 (1964年)
马华东，北京邮电大学教授，主要研究方向为多媒体系统与网络、物联网与传感网。曾入选2011年度长江学者特聘教授，获得过中国国家杰出青年科学基金，担任国家973计划项目“物联网体系结构基础研究”首席科学家。马华东还任北京邮电大学计算机学院执行院长、中国计算机学会常务理事、中国图形图像学会常务理事，中国电子学会理事。